# Rio Dumbrava (Căpuş)
O Rio Dumbrava é um rio da Romênia, afluente do Căpuş, localizado no distrito de Cluj.